# Demi Vollering
Adriana Geertruida (Demi) Vollering (født 15. november 1996 i Pijnacker) er en cykelrytter fra Holland, der er på kontrakt hos FDJ-Suez.

## Karriere
Den 25. april 2021 vandt Vollering sin første sejr på World Touren, da hun kom først over stregen i Liège-Bastogne-Liège.